# Аксайський сільський округ (Жуалинський район)
Акса́йський сільський округ (каз. Ақсай ауылдық округі, рос. Аксайський сельский округ) — адміністративна одиниця у складі Жуалинського району Жамбильської області Казахстану. Адміністративний центр — село Кайрат.
Населення — 3030 осіб (2021; 2933 у 2009, 2819 у 1999, 2527 у 1989).
Станом на 1989 рік існувала Євгеньєвська сільська рада (села Дікан, Євгеньєвка, Кайрат, Талапти), з 1993 року — Аксайський сільський округ. 2004 року округ був розділений на Аксайський сільський округ (села Дехкан, Кайрат) та Минбулацький сільський округ (села Кольбастау, Талапти).

## Склад
До складу округу входять такі населені пункти:
| Населений пункт | Старі назви | Населення, осіб (1989) | Населення, осіб (1999) | Населення, осіб (2009) | Населення, осіб (2021) |
| --------------- | ----------- | ---------------------- | ---------------------- | ---------------------- | ---------------------- |
| Дехкан, село    | Дікан       | 719                    | 780                    | 841                    | 839                    |
| Кайрат, село    | -           | 1808                   | 2039                   | 2092                   | 2191                   |